# Mbacké (ville)
Pour les articles homonymes, voir Mbacké.
Mbacké (parfois Mbacke, Mbacké ou Mbacke) est une ville du centre-ouest du Sénégal, chef-lieu du département du même nom.

## Histoire
Mbacké Baol est fondé en 1795, sur un don du Damel Amary Ngoné, par son aïeul Maharam Mbacké (mort en 1802). Cet ancêtre éponyme fut le père de Habîb Allah grand-père de Cheikh Ahmadou Bamba en ce sens qu'il eut avec Sokhna Anta Sali un fils du nom de Muhammad Mbacké qui sera plus connu sous celui de "Momar Anta Sali". Sérigne Touba est né dans cette ville située à 7 kilomètres de la cité religieuse de Touba.

## Administration
C'est le chef-lieu du département de Mbacké dans la région de Diourbel.

## Géographie
Mbacké se trouve au cœur du Sénégal, sur la route nationale N3 entre Diourbel et Dahra, non loin de la ville sainte de Touba avec laquelle il forme l’une des rares agglomérations du pays (les autres sont dans la capitale Dakar). Sa position géographique est stratégique dans la mesure où la ville se situe seulement à 180 km de Dakar, non loin des principales villes de Thiès, Louga et Kaolack.
Les villages les plus proches sont Bofe, Yagne, Darou Sek, Mbelk, Ndame, Taofir, Darou Salam, Afe et Sam.

### Population
Lors des recensements de 1988 et 2002, la population s'élevait respectivement à 38 847 et 51 124 habitants.
En 2007, selon les estimations officielles, Mbacké compterait 68 054 personnes. Mbacké est composée de populations hétéroclites (peuls, wolofs, sérères, mandingues, diolas, laobés, libano-syriens...) La majorité écrasante de musulmans cohabitent avec les catholiques qui fréquentent l'unique église de la localité bâtie pendant la période coloniale. Une communauté tidjane vit en parfaite harmonie avec les mourides fondateurs de cette ville. La vente de l'alcool y est formellement interdite, les bars ont été depuis trois décennies sur Ndiguel du Khalife général des Mourides, feu Serigne Abdoul Ahad Mbacké.

### Activités économiques
La principale activité économique de Mbacké est le commerce. Le département de Mbacké est considéré comme la deuxième consommateur du téléphone après Dakar.

## Jumelages
Villefranche de Rouergue - Aveyron - France

## Personnalités nées à Mbacké Elton
- Cheikh Ahmadou Bamba, fondateur de la Confrérie des Mourides
- Mame Mor Diarra Mbacke Borom Sam
- Mame Mor Anta Sally